# Nedomykavost chlopně

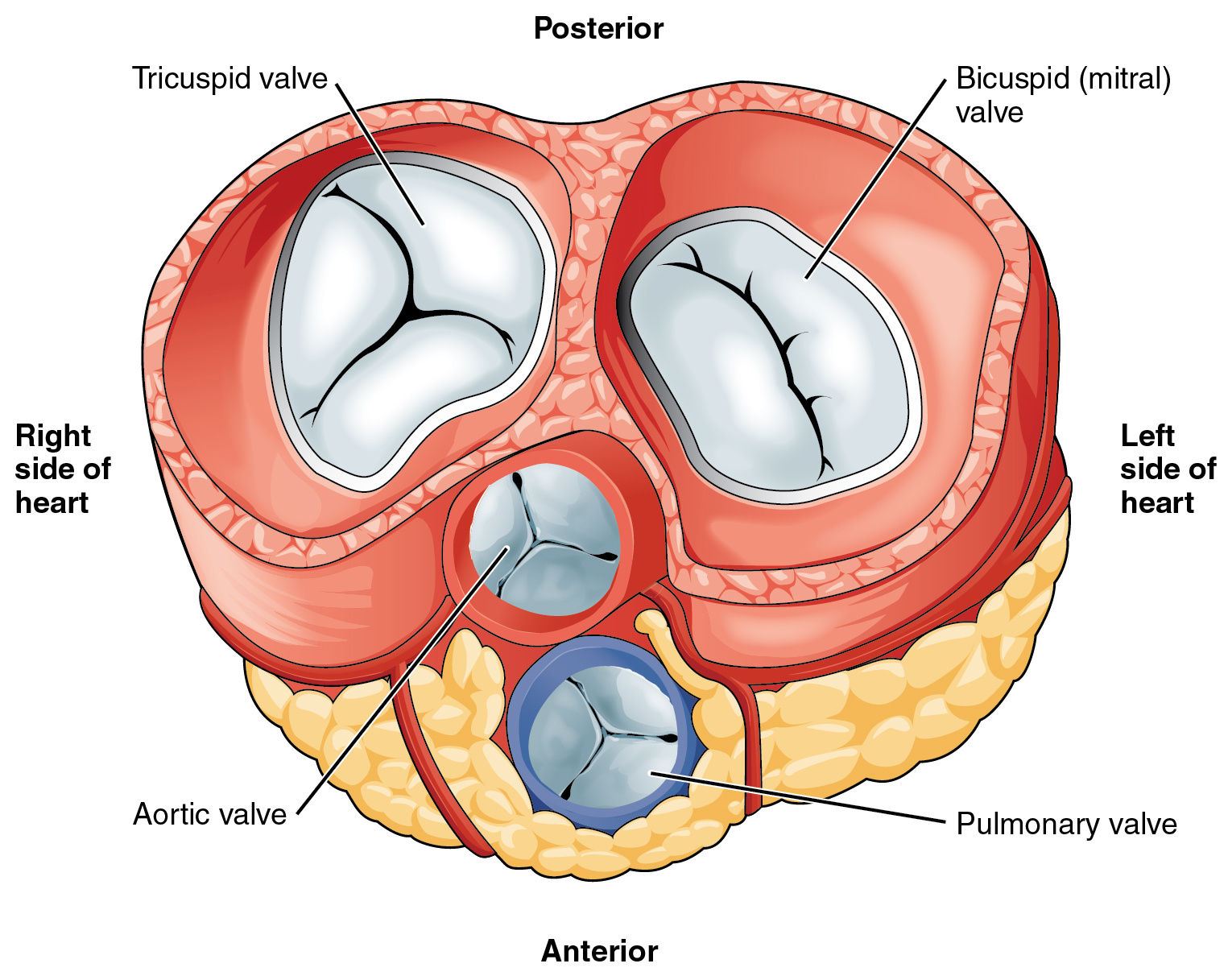
Schematický nákres

Nedomykavost chlopně (jinak také regurgitace či insuficience) patří mezi vady srdečních chlopní, které mohou mít různý původ. Mohou být vrozené i během života získané. Nedomykavost chlopně, stejně jako další chlopenní vady, způsobuje poruchu čerpací funkce srdce. Nedomykavost znamená, že chlopeň se nedovírá, tak jak by měla, její dovření není dostačující. Zavírající se chlopeň má zabránit zpětnému toku krve, to je ale u nedomykavosti nedostatečné, čímž vzniká přetížení srdce a s tím související problémy. Existují například mitrální regurgitace, aortální regurgitace, trikuspidální regurgitace, pulmonální regurgitace.

## Příznaky
Mezi hlavní příznaky se řadí například dušnost, únava, bolest na hrudi, rychlý nebo nepravidelný puls, nebo pocit bušení srdce. To vše se projevuje hlavně při fyzické zátěži (obecně je příznakem snížená tolerance k zátěži), ale u vážnějších případů se mohou tyto příznaky objevovat i v klidu. Pacienti ale často zůstávají dlouho asymptomatičtí.

## Aortální regurgitace
Aortální regurgitace je označením pro nedomykavost aortální chlopně. To je chlopeň mezi levou komorou a aortou, která má propouštět okysličenou krev z levé komory do aorty a dále do těla. Působí jako jednosměrný ventil, který umožňuje, aby se krev dostala do aorty, ale zabraňuje zpětnému toku krve z aorty do levé komory. Aby to tak fungovalo, musí se ale po stahu levé komory naplněné krví a vypuzení krve do aorty, chlopeň úplně zavřít. Při nedomykavosti chlopně se ale aortální chlopeň nedovře, což způsobí to, že část krve se vrátí do levé komory. V srdci je tak více krve než má být a levá komora je přetížena a postupně se zvětšuje.
Nedomykavost aortální chlopně se vyskytuje asi u 2 % populace. Může být vrozená či získaná, nebo také akutní či chronická.

### Příčiny
Příčinou může být vrozená anomálie, postrevmatické postižení, infekční endokarditida a degenerativní postižení.

## Mitrální regurgitace
Mitrální regurgitace je označení pro nedomykavost mitrální chlopně. To je chlopeň mezi levou síní a levou komorou, která má vést okysličenou krev z plic právě přes levou síň do levé komory. Má bránit zpětnému toku krve do levé síně a do plic. Její nedomykavost vede k zvýšení práce levé komory a zvýšení tlaku v plicních cévách. Kromě dušnosti a dalších výše zmíněných projevů může vzniknout například i fibrilace síní. Pacienti s chronickou pomalu postupující nedomykavostí mitrální chlopně mohou ale být často dlouhou dobu i bez příznaků.

### Příčiny
Nejčastěji je způsobena degenerativními procesy. Akutní mitrální regurgitace bývá způsobena infekční endokarditidou (poškození cípů, raptura šlašinek) nebo akutním infarktem myokardu.
Vady srdečních chlopní jsou méně časté v porovnání s ischemickou chorobou srdeční nebo arytmiemi. Nicméně s věkem člověka přibývá jejich výskyt a nad 75 let je postiženo až 12 % populace. Samotná přítomnost chlopenní vady pak zvyšuje riziko úmrtí až 1,5krát.
Poruchy srdečních chlopní mohou být vrozené nebo vznikají degenerativními změnami chlopní vlivem různých chorob. Každá chlopeň pak může být postižena nedomykavostí nebo zúžením. Nedomykavost se projevuje zpětným tokem krve při zavřené chlopni a zúžení naopak zabraňuje průtoku krve při otevřené chlopni. Takto postižené chlopně narušují čerpací schopnost srdce.

## Diagnóza
Nedomykavost chlopně lze zjistit při poslechu srdce fonendoskopem, jelikož nedomykavost chlopní způsobuje šelest. Hlavním diagnostickým nástrojem je v současnosti echokardiografie (ultrazvuk, ECHO). Ta umožňuje znázornění jednotlivých chlopní a jejich pohyblivosti, změření rychlost proudění krve přes chlopeň a znázornění rozsahu zpětného toku krve a jeho významnost. Vyšetření ultrazvukem je rozhodující při posuzování závažnosti i vývoje vady (rychle se zhoršující, stabilní) a také při zvažování operace.
Například i rentgen hrudníku může upozornit na některé abnormality spojené s nedomykavostí chlopně, jako je zvětšení některých srdečních oddílů, třeba levé komory.

## Léčba
Nedomykavost chlopně vyléčit léky nelze, ty dokáží pouze zmírnit potíže, které špatně fungující chlopeň způsobuje. Významné nedomykavosti se musí řešit chirurgicky. Někdy stačí plastika (rekonstrukce), což znamená jen úpravu bez potřeby implantace protézy, častěji je ale postižená chlopeň nahrazena právě protézou – umělou chlopní. Tato terapie vede u většiny pacientů s nedomykavostí aortální (ale i mitrální) chlopně mimo jiné k redukci objemu levé komory.

### Umělé chlopně

#### Mechanická protéza
Mechanické chlopně mohou být i na celý život, což je asi jejich největší výhoda. Vyžadují ale celoživotní užívání léků proti srážení krve (např. warfarin). Tato léčba vyžaduje pravidelné kontroly účinnosti léčby (INR, Quick). Warfarinem léčený pacient musí být také kvůli většímu riziku krvácení prodloužení doby krvácení opatrný na úrazy a mohou se mu snadněji tvořit modřiny. Před každou plánovanou operací či zákrokem musí být dočasně léčba warfarinem přerušena.

#### Bioprotéza
Bioprotéza mívá kostru z titanu či umělé hmoty a bývá opletena teflonem. Vevnitř má prasečí nebo hovězí tkáň.  Novější typy už nemají kostru a více se podobají normální chlopni. Bioprotéza většinou nevyžaduje celoživotní podávání léků proti srážlivosti krve, její velkou nevýhodou je ale to, že postupně degeneruje a ztrácí funkci. U dětí je pravděpodobnost selhání bioprotézy o mnoho vyšší než u dospělých. Průměrně je nutná reoperace cca po 5–8 letech. V mitrální pozici je její degenerace rychlejší, bioprotéza se tedy volí spíše u starších lidí (většinou nad 65 let, v mitrální pozici spíše nad 70–75 let) nebo u lidí, kteří nemohou z nějakého důvodu brát léky proti srážení krve.